# Carretera de Nebraska 128
La Carretera de Nebraska 128, y abreviada NE 128 (en inglés: Nebraska Highway 128) es una carretera estatal estadounidense ubicada en el estado de Nebraska. La carretera inicia en el Oeste desde la NE 50  sur de Syracuse hacia el Este en la US 75  sur de Nebraska City. La carretera tiene una longitud de 30,3 km (18.84 mi).

## Mantenimiento
Al igual que las autopistas interestatales, y las rutas federales y el resto de carreteras estatales, la Carretera de Nebraska 128 es administrada y mantenida por el Departamento de Carreteras de Nebraska por sus siglas en inglés NDOR.